# Yvette Broch
Yvette Broch (nascida em 23 de dezembro de 1990) é uma handebolista holandesa. Integrou a seleção holandesa feminina que terminou na quarta posição no handebol dos Jogos Olímpicos de Verão de 2016, realizados no Rio de Janeiro, Brasil. Atua como pivô e joga pelo clube Győri Audi ETO KC desde 2016. Foi medalha de prata no Campeonato Mundial de Handebol Feminino de 2015, na Dinamarca.

## Conquistas
- Campeonato Mundial de Handebol Feminino:
  - Medalhista de prata: 2015
- Liga dos Campeões da Europa de Handebol Feminino:
  - Medalhista de prata: 2016
- Nemzeti Bajnokság I
  - Medalhista de ouro: 2016
- Magyar Kupa
  - Medalhista de ouro: 2016